# Time (Noruega)
Time és un municipi situat al comtat de Rogaland, Noruega. Té 18,572 habitants (2016) i la seva superfície és de 183.19 km². El centre administratiu del municipi és el poble de Bryne.

## Ciutats agermanades
Time manté una relació d'agermanament amb les següents localitats:
- Alnwick, Northumberland, Anglaterra, Regne Unit
- Älmhult, Comtat de Kronoberg, Suècia
- Lapinjärvi, Uusimaa, Finlàndia
- Allerød, Selàndia, Dinamarca